# چالز ازرا کلارک
چالز آزرا کلارک (انگلیسی: Charles E. Clarke; ۸ آوریل ۱۷۹۰ – ۲۹ دسامبر ۱۸۶۳) وکیل اهل ایالات متحده آمریکا بود.